# Ohad Knoller
Ohad Knoller es un actor israelí, nacido el 28 de septiembre de 1976.

## Filmografía
- 2016: From the Diary of a Wedding Photographer (cortometraje) de Nadav Lapid
- 2015: A Tale of Love and Darkness de Natalie Portman
- 2015: My Mayim
- 2012: Urban Tale
- 2012: Yossi de Eytan Fox: Yossi
- 2011: Barefoot (TV miniseries)
- 2011: Anachnu Lo Levad
- 2010: Who do you think you are? (TV miniseries)
- 2008: Halakeh
- 2008: Ha'yom Shel Adam
- 2008: Srugim (TV series)
- 2008: Til the Wedding (TV series)
- 2007: Redacted
- 2007: Beaufort
- 2006: La Burbuja de Eytan Fox: Noam
- 2005: Múnich
- 2005: Bruno's in Love (TV film)
- 2004: Love Hurts
- 2004: Delusions
- 2004: Year Zero [1]
- 2003: Knafayim (TV miniseries)
- 2002: Yossi & Jagger de Eytan Fox: Yossi
- 1995: Under the Domim Tree